# Río Letka
El río Letka (en ruso: Летка) es un río de la república Komi y el óblast de Kírov, en Rusia. Es afluente del río Viatka, lo que le incorpora a la cuenca hidrográfica del Volga. 

## Geografía
Tiene una longitud de 260 km y una cuenca de 3.680 km². Su caudal medio es 20.6 m³/s a 45 km de la desembocadura. Es navegable en su curso inferior.